# What Are You Doing the Rest of Your Life?
What Are You Doing the Rest of Your Life? är en sång skriven av Michel Legrand och med text skriven av Alan Bergman och Marilyn Bergman för filmen I nöd och lust och blev nominerad till en Oscar för bästa sång.
Legrand van en 1973 års Grammy Award för bästa instrumentala arrangemang ackompanjerat en vokalist, för en version framförd av Sarah Vaughan. Över trettio år senare vann Billy Childs, Gil Goldstein och Heitor Pereira 2006 års Grammy Award för samma kategori men för en version framförd av Chris Botti och Sting.
Förutom de prisbelönta versionerna har sången blivit framförd av många andra artister som Frank Sinatra, Dusty Springfield, Johnny Mathis, Julie Andrews, Shirley Bassey, Andy Williams, Barbra Streisand, Bill Evans och Joe Pass.

## På andra språk
Lars Nordlander har skrivit en svensk text till melodin, med titeln "Du är det vackra jag ser i mitt liv". Denna version finns på skiva med Tommy Körberg, The Real Group, Fredrik Swahn, Margaretha Evmark Trio och Johanna Grüssner.